# 费伦茨城

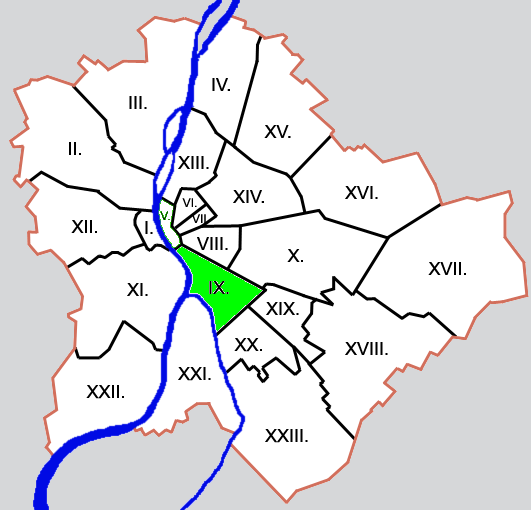

费伦茨城，又译弗朗茨城，是匈牙利布达佩斯的第9区。

## 名称
1792年12月4日，弗朗茨一世加冕为匈牙利国王，佩斯的南郊以他命名。

## 历史
费伦茨城的发展始于18世纪后期。在1799年和1838年，费伦茨城的很多建筑被多瑙河洪水摧毁。后来的建筑用砖和石头代替土坯，以避免严重的洪水灾害。19世纪下半叶，该区发生工业化。在此期间，费伦茨城修建了5个面粉厂、屠宰场（匈牙利最大的）和市场大厅。

## 现状
费伦茨城是一个混合区：沿多瑙河地区（国家剧院，MÜPA,艺术宫都设在这里，多个大学在此或附近）有一个半步行街，Ráday街，与许多餐厅，咖啡厅，内陆地带有很多新的建筑物（见下文）。
主要是由于近年来大规模的房屋重建和随之而来的士绅化，在过去15年间，过去工人阶级的费伦茨城已成为布达佩斯最有吸引力的地区之一，尤其受到中等偏下到中产阶级的二三十岁者的欢迎。该区既充满活力，又拥有市中心区少有的健康的户外空间（有大片的绿化）。

## 人口
目前的人口为60,323人（2003年人口普查）。费伦茨城有各种少数民族：重要的是保加利亚人，德国人，克罗地亚人，塞尔维亚人和斯洛伐克人。吉普赛人在过去10年人口不断下降，他们许多人已经迁往邻近地区，寻找便宜的住处。
由于该区拥有较大的大学（科维努斯，塞梅尔魏斯），附近还有布达佩斯技术与财经大学，来自德国、阿拉伯、巴基斯坦、印度、挪威和非洲的外国留学生，以及来自匈牙利农村的学生，纷纷在此租住公寓。越南人和中国人的小企业也纷纷出现，大多是快餐酒吧和二手服饰店。土耳其人则开设烤肉串店。

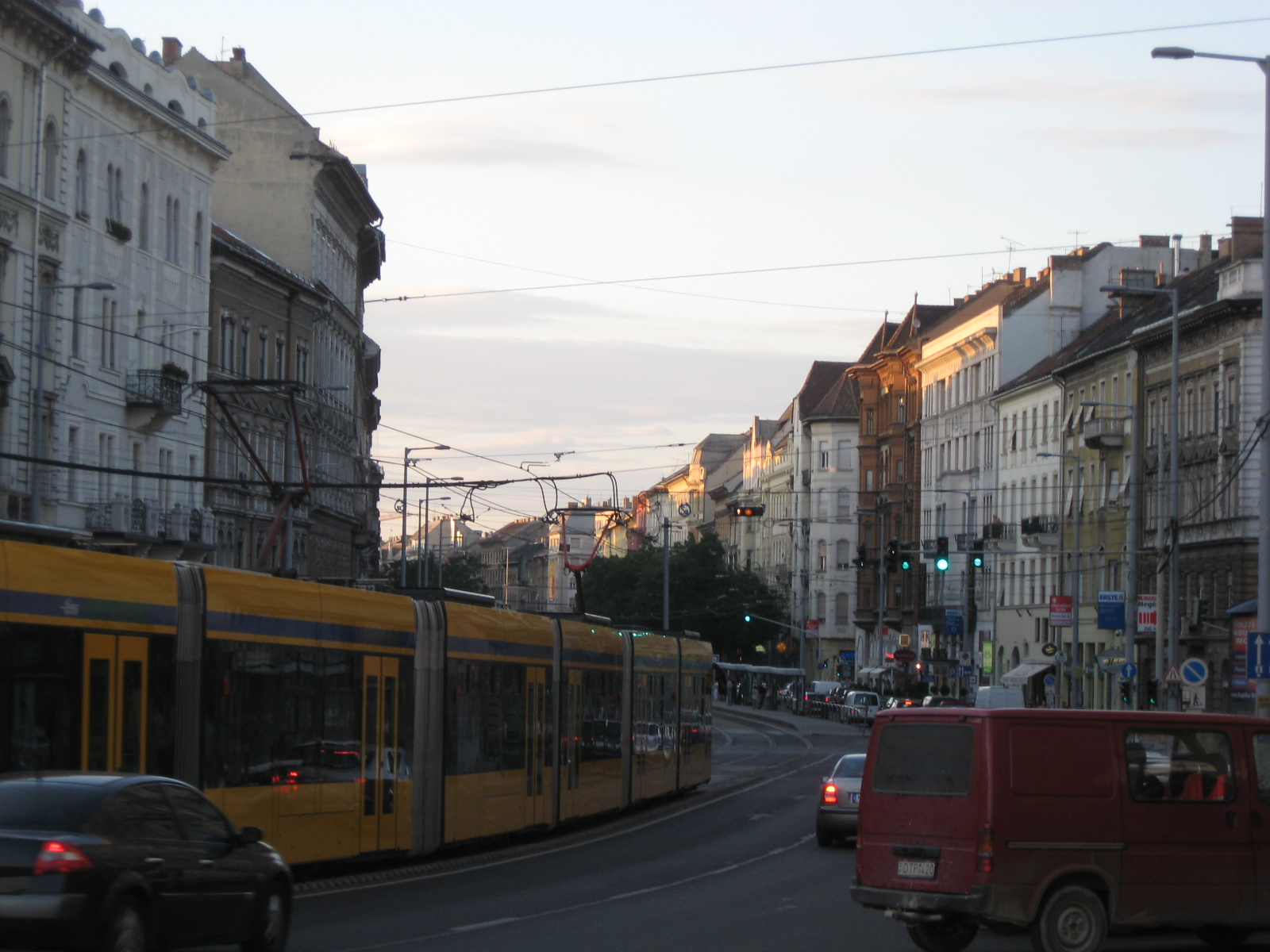
Ferenc körút

Leafy inner Mester utca.

## 足球
费伦茨瓦罗斯体育俱乐部是匈牙利最著名的运动俱乐部之一。

## 景点
- 加尔文广场的归正会教堂
- 科维努斯大学
- 应用艺术博物馆
- 国家剧院
- 艺术宫，包括国家音乐厅
- 市场大厅

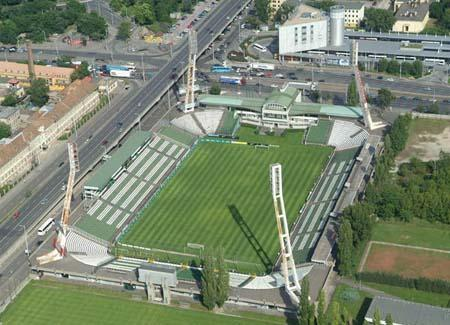
Abert Flórián stadion
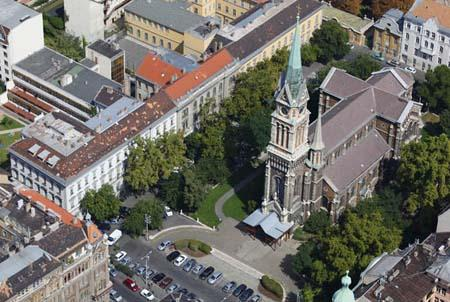
Bakáts square
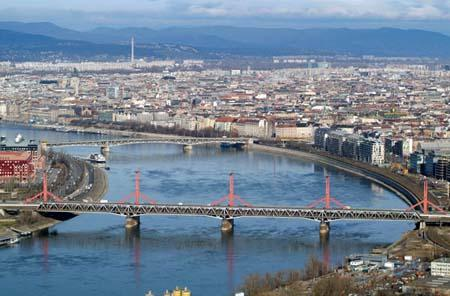
Lágymányosi bridge
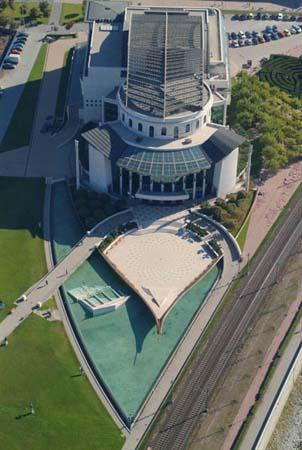
国家剧院
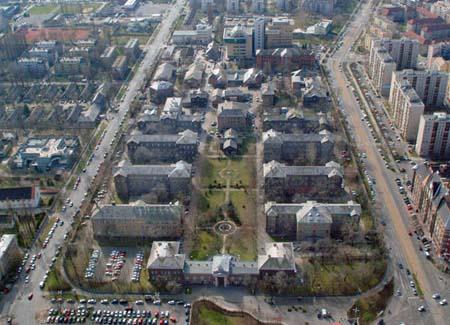
St István hospital